# Sokinochloa
Sokinochloa S. Dransf. – rodzaj roślin z podrodziny bambusowych w rodzinie wiechlinowatych, do którego zalicza się 7 gatunków występujących endemicznie w wilgotnych lasach wyżynnych i górskich na północnym i wschodnim wybrzeżu Madagaskaru.
Nazwa rodzajowa pochodzi z malgaskiego określenia jeżokreta kłującego (sokina) i została zainspirowana uwagą jednego z przewodników badacza tych roślin, że ich kwiatostany przypominają te zwierzęta.

## Morfologia
PokrójPnące bambusy. Łodygi lekko kolankowate u nasady, następnie pnące. Międzywęźla masywne, węzły lekko nabrzmiałe, zakrzywione z jednej strony. Odgałęzienia liczne w każdym węźle, wyrastające po zakrzywionej stronie węzła, z pierwszym dominującym nad innymi, wydłużonym i często tak grubym jak główny pęd oraz podobnie rozgałęziającym się. Młode pędy nagie, jasnozielone lub zabarwione fioletowo.
LiścieW bambusach tych występują dwa rodzaje odgałęzień liściowych: odgałęzienia płone, o długości od 30 do 60 cm, z 7-19 liśćmi o blaszce podługowatej do szeroko lancetowatej, nagiej, matowo- lub bladozielonej, oraz odgałęzienia zakończone kwiatostanem, zwykle krótsze od płonych, o długości od 7 do 25 cm, z blaszką liściową zmieniającą się stopniowo do szeroko jajowatej na szczycie pędu. Pochwy liściowe z wąskimi i smukłymi uszkami zakończonymi długim, prostym lub skręconym wyrostkiem.
KwiatyKłoski zebrane w kulistą główkę, wspartą podsadką lub pochwą, ukrytą lub owiniętą zmodyfikowanymi liśćmi, wyrastają na końcach odgałęzień liściowych. Główny pęd główki jest niezwykle krótki. Liście przykwiatostanowe przekształcają się od lancetowatych liści właściwych do szerokojajowatych liści zmodyfikowanych, które następnie stopniowo zmniejszają się w podsadki kłosków. Podsadki obejmują zwykle kilka kłosków płonych, wspartych przysadką, oraz jeden dłuższy kłosek płodny, pozbawiony przysadki. Kłoski płodne jednokwiatowe, nie dojrzewają w tym samym czasie. Każdy kłosek z bardzo zredukowaną osią, zawiera od 3 do 6 plew oraz pojedynczy kwiat z jedną plewą dolną i jedną plewą górną, zalążnią i sześcioma pręcikami. Pochwy liści przykwiatowych oraz plewy zakończone są u większości gatunków wyrostkami, zwykle bardzo długimi i przypominającymi włosie, które dodatkowo może być pokryte sztywnymi włoskami.
OwocePodługowate ziarniaki.

## Systematyka
Rodzaj z podplemienia Hickeliinae w plemieniu Bambuseae w podrodzinie bambusowych Bambusoideae z rodziny wiechlinowatych Poaceae.
Wykaz gatunków
- Sokinochloa australis  S.Dransf.
- Sokinochloa bosseri  S.Dransf.
- Sokinochloa brachyclada  S.Dransf.
- Sokinochloa chapelieri  (Munro) S.Dransf.
- Sokinochloa chiataniae  S.Dransf.
- Sokinochloa perrieri  (A.Camus) S.Dransf.
- Sokinochloa viguieri  (A.Camus) S.Dransf.